# 足利義将
足利 義将（あしかが よしまさ）は、室町時代の人物。足利直冬の孫と言われ、足利冬氏の次男に位置付けられる。

## 生涯
はじめ僧籍にあったとされ、重玄寺の大旦那（高僧）にあったとされる。
嘉吉元年（1441年）の嘉吉の乱の際、赤松満祐に擁立された足利義尊の弟に当たる。『建内記』によれば、義尊の弟で禅僧となっていた者が備中から播磨に逃れようとして、備中守護・細川氏久（勝久の父）の兵に討ち取られ、その首が7月28日頃に京都に到着する予定と書かれている。
備中国井原荘吉井村（岡山県井原市）の『重玄寺古過去帳』によると、「重玄寺殿、贈一品護峰鎮公大居士、諱義将公、嘉吉元年辛酉七月廿一日御他界、当寺の大旦那なり、井原善福寺ヵ御館なり」とある。この禅僧は俗名を義将といい同寺の大旦那であり、井原善福寺を住まいとしていたという。法名は重玄寺殿護峰鎮公大居士。
生年は不明であるが、兄に当たる義尊は応永20年（1413年）生まれのため、それ以降に生まれ、20歳前後だったと推測される。